# Graphene Flagship
Le Graphene Flagship est une initiative de recherche scientifique de l'Union européenne. Elle fait partie des initiatives d'envergure organisées par le programme Future and Emerging Technologies, aux côtés du Human Brain Project et du Quantum Technologies Flagship,. L'Union européenne a investi en 2013 un budget de 1 milliard d'euros pour faire avancer les recherches scientifiques et l'incorporation du graphène dans l'industrie. Elle cherche ainsi à aider les académies et les industriels à travailler ensemble pour développer des technologies allant de la recherche fondamentale à la production et à l'intégration de systèmes, en utilisant les propriétés uniques du graphène.
Des critiques contre ce projet et contre des initiatives similaires, affirment que le financement de la recherche et de l'innovation liées au graphène est disproportionné par rapport aux estimations du potentiel industriel ,. Cependant, les défenseurs du Graphene Flagship soulignent les mérites de la recherche de grande envergure, axée sur les applications, et le potentiel du graphène à catalyser l'innovation et la croissance économique dans des secteurs et des domaines d'intérêt tels que la recherche biomédicale et la santé, les transports, la sécurité de l'eau, l'efficacité énergétique, le développement de batteries et de semi-conducteurs, l'électronique portable, les communications numériques, le développement durable et l'environnement, et l'exploration de l'espace .

## Histoire
En 2009, la Commission européenne a identifié la nécessité pour l'Europe de relever les grands défis scientifiques et technologiques de notre époque par des efforts de R&D multidisciplinaires à long terme. Graphene Flagship a été en octobre 2013 l'un des premiers grands projets aspirant à cet objectif, dans le cadre des projets « Future and Emerging Technologies » (FET).
Il a été initialement mis en œuvre en tant que septième programme-cadre sous la direction générale de la Commission européenne. Le projet relève désormais du cadre de recherche et d'innovation, Horizon 2020.

## Organisation
Le Graphene Flagship est coordonné par l'école polytechnique Charlmers (École polytechnique Chalmers) basée à Göteborg, en Suède. Le directeur du projet est Jari Kinaret, professeur de théorie de la matière condensée au département de physique appliquée de Chalmers ; le vice-directeur est Patrik Johansson, professeur de recherche à la Chalmers University of Technology. La gestion opérationnelle est assurée par le directeur et un comité de gestion présidé par le responsable des sciences et de la technologie, Andrea C. Ferrari de l'université de Cambridge, et comprend le directeur du projet Flagship, le responsable de l'innovation et les cinq chefs de division. Les décisions stratégiques sont prises par le conseil d'administration qui comprend les membres du comité de direction et dix membres élus par l'assemblée générale des 150 associés.
Le Conseil consultatif stratégique est composé d'experts scientifiques et industriels, dont trois lauréats du prix Nobel. Son rôle est de conseiller sur les décisions stratégiques de recherche et les questions relatives au traitement et à la protection de la propriété intellectuelle, tout en facilitant les contacts avec les programmes de recherche nationaux et internationaux connexes. Ces experts agissent aussi en tant qu'ambassadeurs du projet Graphene Flagship. Le président du Conseil consultatif stratégique est Andre Geim, de l'université de Manchester, au Royaume-Uni. Le projet Graphene Flagship est divisé en 19 modules de travail, 15 se concentrant sur des sujets scientifiques et technologiques spécifiques, et quatre destinés à l'innovation et aux fonctions opérationnelles et de gestion. Ces modules de travail sont regroupés en six divisions pour améliorer la collaboration et la communication. L'une des Divisions héberge les projets partenaires. Le projet investit un tiers de son financement dans 11 projets fer de lance, visant à augmenter le niveau de maturité technologique des technologies à base de graphène.

## Financement
Le Graphene Flagship est divisé en deux phases distinctes. Une phase de montée en puissance de 30 mois dans le cadre du 7e programme-cadre (1er octobre 2013 - 31 mars 2016) avec un financement total de 54 millions d'euros venant de la Commission européenne. Ensuite, une deuxième phase d'état stable dans le cadre du programme Horizon 2020, avec un financement attendu de la Commission européenne (CE) de 50 millions d'euros par an. Au cours de la phase du 7e programme-cadre (7e PC), le projet a été mis en œuvre sous la forme d'une combinaison de deux systèmes, un projet collaboratif avec une action de coordination et de soutien (Collaborative Project, Coordination and Support Action, CP-CSA) et un réseau européen de recherche (European Research Area Network Plus, ERANET+). Tandis que Horizon 2020 n'a pas divisé le projet Graphene Flagship. Dans le 7e PC, le CP-CSA a été financé par la CE conformément aux schémas de financement standard du 7e PC, et l'ERANET+ a été financé conjointement par la CE et les organismes de financement des États membres. Pour Horizon 2020, le projet est financé conjointement par la CE et les États membres.

## Impact
Au cours des 9 dernières années, le projet Graphene Flagship a réussi à faire sortir le graphène des laboratoires, créant un écosystème industriel européen fructueux qui développe des applications utilisant du graphène et des matériaux en couches. Au lancement, les partenaires du projet étaient majoritairement des universités. Cependant, le projet Graphene Flagship comprend désormais plus de 100 entreprises qui travaillent avec les partenaires académiques dans des domaines allant des industries automobile et aéronautique à l'électronique, en passant par l'énergie, les composites et la biomédecine. La proportion d'entreprises est passée de seulement 15 % lors du lancement du Graphene Flagship à aujourd'hui environ 50 % des collaborateurs. Dans ses efforts pour se concentrer davantage sur les applications industrielles, le projet Graphene Flagship a lancé un programme expérimental : le « 2D Experimental Pilot Line ». Ce programme consiste à construire la première fonderie (une usine pour transformer le graphène en formes utilisables) permettant d'intégrer le graphène et les matériaux en couches associés dans des plates-formes semi-conductrices.
Le projet Graphene Flagship a prouvé qu'il promouvait, soutenait et mettait en œuvre d'excellents travaux scientifiques. Au moment de la publication de leur rapport annuel 2021, 5 000 études de recherche scientifique avaient été publiées avec environ 200 000 citations et 302 demandes de brevet avaient été accordées.
En termes d'applications, les chercheurs ont démontré le potentiel du graphène dans un large éventail de domaines. En plus d'être le matériau connu le plus fin, le plus solide et le plus léger, le graphène est flexible, imperméable aux molécules et extrêmement conducteur d'électricité et de chaleur. Cela signifie qu'il peut être utilisé pour développer la prochaine génération de systèmes optoélectroniques et de communications optiques ; pour faire progresser les cellules solaires, les batteries, les supercondensateurs, le stockage de l'hydrogène et les piles à combustible, ainsi que le développement de villes durables. Il pourrait ouvrir la voie à des produits biomédicaux, y compris l'administration ciblée de médicaments et les biocapteurs ; et améliorer la mécanique des avions, l'aéronautique et l'exploration de l'espace par l'homme,,.